# ヤール・チャプクヌ
『ヤール・チャプクヌ』（トルコ語: Yalı Çapkını）は、トルコのテレビドラマ。スターTVで2022年9月23日に初公開された。 主演はアフラ・サラショール、メルト・ラマザン・デミルとチェチン・テキンドール。

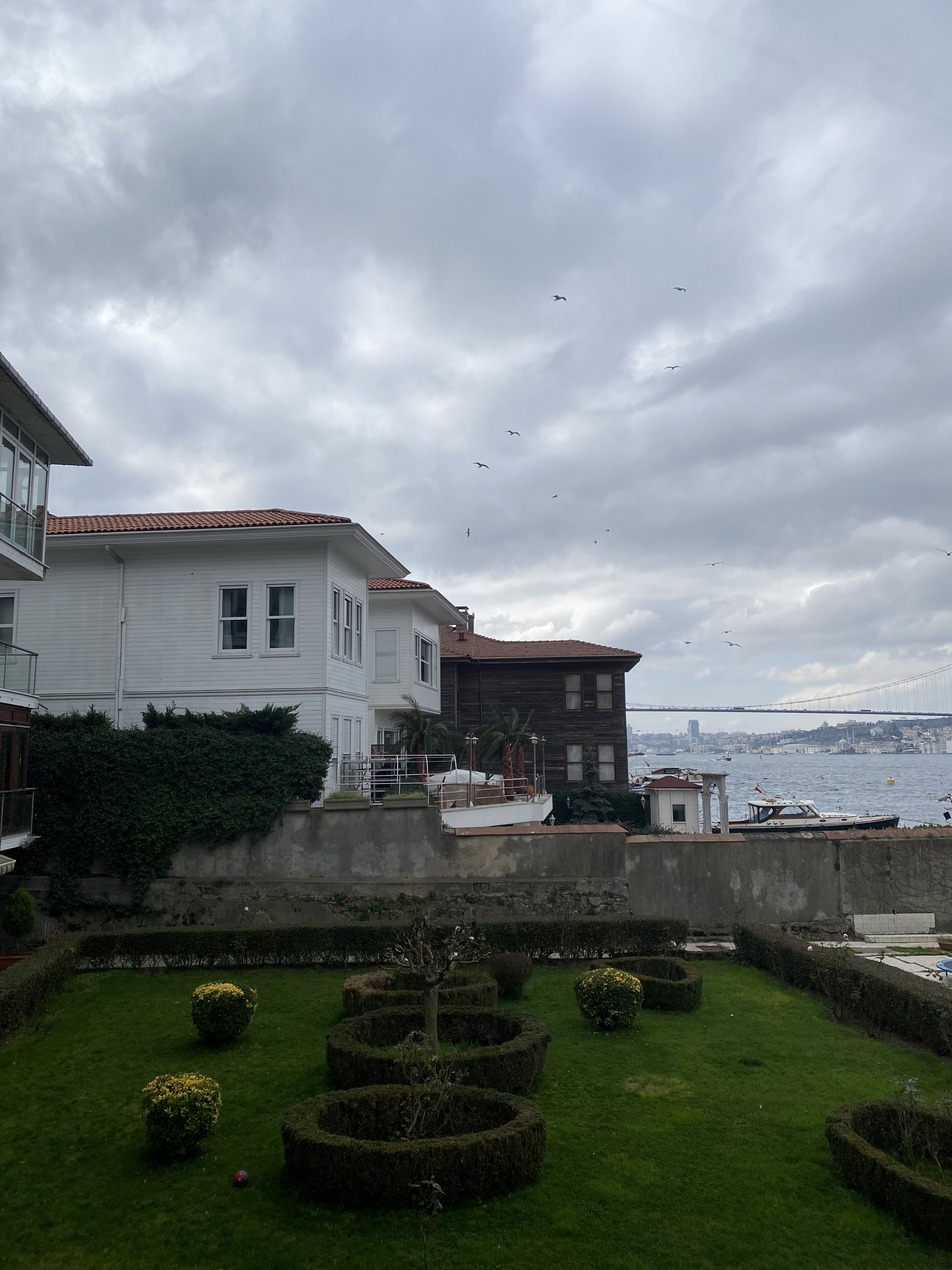
テレビドラマのロケ地のひとつ。

## 登場人物

### 主要キャラクター
セイラン・シャンル
演 - アフラ・サラショール
フェリット・コーハン
演 - メルト・ラマザン・デミル
ハリス・コーハン
演 - チェチン・テキンドール